# Conus fosteri
Espèce
Conus fosteri est une espèce de mollusques gastéropodes marins de la famille des Conidae.
Comme toutes les espèces du genre Conus, ces escargots sont prédateurs et venimeux. Ils sont capables de « piquer » les humains et doivent donc être manipulés avec précaution, voire pas du tout.

## Taxonomie

### Publication originale
L'espèce Conus fosteri a été décrite pour la première fois en 1942 par les malacologistes William James Clench et Carlos Aguayo y Castro (d) (1899-1982) dans « Johnsonia. »,.

### Synonymes
- Conasprelloides villepinii fosteri (Clench & Aguayo, 1942) · non accepté
- Conus fosteri f. hunti Wils & Moolenbeek, 1979 · non accepté
- Conus hunti Wils & Moolenbeek, 1979 · non accepté
- Conus villepinii fosteri Clench & Aguayo, 1942 · non accepté